# Dương Mịch
Dương Mịch (tiếng Trung: 杨幂, bính âm: Yáng Mì, sinh ngày 12 tháng 9 năm 1986) là một nữ diễn viên, người mẫu, ca sĩ và nhà sản xuất phim người Trung Quốc. Năm 2011, cô tham gia các phim truyền hình ăn khách như Cung toả tâm ngọc và phim điện ảnh Cô đảo kinh hoàng và nhanh chóng nổi tiếng, lấn sân sang nhiều lĩnh vực đầu tư và sản xuất phim truyền hình.

## Tiểu sử
Dương Mịch sinh ra trong gia đình cơ bản tại khu Tuyên Vũ (宣武区) nay được hợp nhất với quận Tây Thành, Bắc Kinh, Trung Quốc. Cha cô tên là Dương Hiểu Lâm (杨晓林) làm nghề cảnh sát, mẹ cô từng là giáo viên sau đó về làm nội trợ. Ba thành viên trong nhà đều mang họ "Dương" (杨), từ đó đặt tên cho cô theo chữ "幂"（có nghĩa là lũy thừa bậc 3 trong toán học). Bác ruột là giáo sư Dương Hiểu Kinh giảng dạy môn số học bậc cao tại Đại học Thanh Hoa.
Lúc nhỏ, Mịch khá nghịch ngợm và ít nói nên cha mẹ đã ghi danh con gái vào lớp đào tạo diễn xuất của Xưởng phim thiếu nhi Trung Quốc (中国儿童电影制片厂). Năm 1990, đoàn làm phim Đường Minh Hoàng (唐明皇) tới hãng phim để tuyển diễn viên nhí, khi đó cô bé Mịch 4 tuổi may mắn được chọn vào vai Hàm Nghi công chúa (咸宜公主) trong lịch sử.
Sự nghiệp diễn xuất của cô bắt đầu từ đó. Mịch trở thành diễn viên nhí trong phim cổ trang Võ Trạng nguyên Tô Khất Nhi (武状元苏乞儿), phim truyền hình Hầu Oa (猴娃) và một số phim khác sau đó. Mặc dù lúc đó Mịch còn nhỏ nhưng thái độ nghiêm túc của cô trên phim trường đã để lại ấn tượng sâu sắc với Lý Tiểu Uyển (李小婉), đạo diễn của phim Hầu Oa.

## Sự nghiệp
Đến năm 2004, sự nghiệp của cô thực sự rẽ hướng sang lĩnh vực điện ảnh với vai diễn Quách Tương trong Thần điêu đại hiệp của đạo diễn Vu Mẫn. Năm 2009, cô lại một lần nữa để lại nhiều ấn tượng cho khán giả với vai diễn Tuyết Kiến đóng cặp với Hồ Ca trong phim truyền hình Tiên kiếm kỳ hiệp 3. Năm 2011, bộ phim truyền hình Cung tỏa tâm ngọc mang tới thành công cho sự nghiệp phim ảnh của Mịch. Cô được mệnh danh nữ hoàng rating phim truyền hình 2012.
Bộ phim truyền hình Tam sinh tam thế thập lý đào hoa với sự tham gia của Dương Mịch lên sóng song song trên truyền hình vệ tinh Chiết Giang và Đông Phương vào ngày 30 tháng 1 năm 2017. Tại Đài Loan sẽ được phát sóng độc quyền bởi iQiyi Đài Loan. Vào tháng 2 năm 2017, bộ phim đã được lên sóng các kênh vệ tinh. Vào ngày phim truyền hình được phát sóng, tổng số lượt xem trên mạng internet đã vượt quá 30 tỷ lượt. Tính đến tháng 6/2020 bộ phim đạt hơn 54 tỷ lượt xem là bộ phim có lượt xem online cao nhất.

### Đầu tư
Ngoài việc là một nghệ sĩ, Mịch tiếp tục mở rộng sự nghiệp của mình theo những cách khác: một mặt, cô trở thành cổ đông trong công ty Hoan Thuỵ Thế Kỷ. Mặt khác, sau khi độc lập phòng công tác riêng (studio), một công ty mới, công ty truyền thông Gia Hành được thành lập.

### Rời công ty Gia Hành
Gia Hành vốn là công ty quản lý Dương Mịch khi mới vào nghề. Nữ diễn viên cũng có cổ phần trong công ty nhưng lại không nhận được nhiều đãi ngộ tốt. Sau khi nổi tiếng, nàng tiểu hoa luôn phải nâng đỡ các đàn em, thậm chí phải nhận những vai diễn mình không thích, luôn làm việc quá sức,...
Cuối năm 2022, trên mạng xuất hiện nhiều nghi vấn về việc Mịch rời khỏi công ty quản lý cũ để hoạt động độc lập thì đến ngày 02.02.2023 phòng làm việc của nữ nghệ sĩ đã ngầm xác nhận. Trên văn bản thanh minh được phòng làm việc công bố ngày 2/2/2023, Mộc thanh minh đã không còn chữ 'Gia Hành' nữa, mà được đổi thành 'Phòng Làm Việc Văn Hóa Điện Ảnh Truyền Hình Thượng Hải Dương Mịch'. Đây có lẽ là dấu hiệu rõ ràng nhất cho việc nữ diễn viên không còn dính líu đến Gia Hành. Tuy nhiên, tên weibo vẫn còn là Gia Hành Dương Mịch công tác thất (Phòng làm việc Gia Hành Dương Mịch).

## Đời tư

### Hẹn hò
Dương Mịch và nam diễn viên Lưu Khải Uy bắt đầu mối quan hệ từ khi tham gia phim truyền hình Như Ý (如意). Ngày 8 tháng 1 năm 2012, sau khi ảnh cặp đôi được tiết lộ, cả hai xác nhận đang hẹn hò.
Trong hai năm sau đó, cả hai duy trì mối quan hệ ổn định. Cặp đôi tiếp tục đóng cặp với nhau trong phim điện ảnh Holding Love (HOLD住爱) và phim truyền hình Thịnh hạ vãn tình thiên (盛夏晚晴天), mua bất động sản tại Hồng Kông qua công ty quản lý chung.

### Kết hôn
Ngày 13 tháng 11 năm 2013, Mịch và Uy tuyên bố đã nhận giấy đăng ký kết hôn. Ngày 8 tháng 1 năm sau đó, đám cưới của cặp đôi được tổ chức tại đảo Bali, Indonesia.
Ngày 19 tháng 1 năm 2014, Mịch xác nhận đang mang thai tháng thứ 3.
Ngày 1 tháng 6 năm 2014, cô sinh con gái tại bệnh viện Matilda Hồng Kông, em bé được đặt biệt danh là Tiểu Nhu Mễ (小糯米).

### Ly hôn
Ngày 22 tháng 12 năm 2018, sau 5 năm hôn nhân, Mịch và Uy xác nhận đã ly hôn thông qua công ty truyền thông Gia Hành (嘉行传媒). Công ty quản lý tuyên bố rằng hai người đã ký một thỏa thuận trong năm nay để chia tay một cách hòa bình. Ly hôn là sự lựa chọn của hai bên sau khi tôn trọng và trao đổi lẫn nhau. Trong tương lai, họ sẽ cùng chăm sóc và nuôi dạy con cái như người thân và chân thành chúc nhau cho tương lai của nhau như những người bạn. Đồng thời bày tỏ rằng để bảo vệ con cái và gia đình, cả hai mong công chúng cho họ sự riêng tư.

## Rắc rối

### Hình ảnh riêng
Ngày 29 tháng 6 năm 2004, chỉ vài ngày sau thông báo vai diễn Quách Tương của Mịch trong phim truyền hình Thần Điêu Đại Hiệp, truyền thông tìm lại hai bức ảnh Mịch cùng hai người bạn giơ ngón tay giữa. Nhà sản xuất Trương Kỷ Trung trả lời phóng viên rằng người lớn cũng có những lúc như vậy khi đi chơi riêng nhưng khi đưa lên mạng Internet sẽ trở thành rắc rối, vì vậy thật sự không cần thiết phải nhắc lại.
Năm 2005, khi các phóng viên đề cập đến sự việc, Mịch bày tỏ hối tiếc: "Vấn đề đó có ảnh hưởng lớn đến bạn không?" - "Tác động rất lớn, nhưng tôi không muốn nói về nó lúc này" - "Bạn có rút ra được bài học nào không?" - "Tất nhiên rồi. Đó là điều mà tôi đã làm khi 13 hoặc 14 tuổi, chỉ là không hiểu chuyện. Tôi đã kết bạn với một nhóm bạn không tốt." - "Mẹ có từng mắng bạn không?" - "Không, tôi là người như thế nào thì mọi người đã biết từ lâu. Tôi không phải là đứa trẻ hư."

### Tin đồn phẫu thuật thẩm mỹ
Những nghi vấn liên quan đến phẫu thuật thẩm mỹ của Mịch đã bắt đầu lan truyền trên mạng internet vào cuối năm 2007 và thậm chí còn xôn xao hơn sau năm 2010. Về vấn đề này, Mịch chỉ xác nhận rằng đã nhổ bỏ bốn chiếc răng vào đầu năm 2006 (răng hàm trước rồi chỉnh nha) theo đề nghị của đạo diễn Lý Thiếu Hồng vì đóng phim điện ảnh "Môn", trong khi phủ nhận việc chỉnh sửa các bộ phận khác. Cha cô cũng nhiều lần chứng minh rằng con gái ông không có sự thay đổi trong cuộc phỏng vấn.

### Sự kiện từ thiện
Ngày 23 tháng 3 năm 2018, truyền thông đưa tin Mịch chưa thực hiện quyên góp như đã hứa cho trường đặc biệt Thành Đô, sau hơn hai năm.
Trước đó vào ngày 21 tháng 10 năm 2015, phim điện ảnh Tôi là nhân chứng với sự tham gia của Mịch đã được quảng bá tại Thành Đô. Tại buổi giao lưu, Mịch cho biết sẽ quyên tặng 100 cây gậy và 50 máy đánh chữ cho trẻ em khiếm thị tại Trường Giáo dục Đặc biệt Thành Đô.
Hơn hai năm sau, học sinh của trường vẫn chưa nhận được những thiết bị do Mịch quyên tặng. Nhà trường đã liên hệ với Lý Manh, một nhân vật trung gian phụ trách quyên góp hàng tháng. Lý Manh luôn trả lời "nhanh nhất có thể", nhưng liên tục thoái thác. Năm 2015, khi tham gia bộ phim điện ảnh Tôi là nhân chứng, Mịch cần trải nghiệm cuộc sống để nhập vai người khiếm thị, Lý Manh đã liên hệ với đoàn làm phim để sắp xếp để nữ diễn viên liên lạc với nhóm người khiếm thị. Khi bộ phim ra mắt, Lý Manh đề nghị mời Mịch tham gia sự kiện từ thiện "White Cane" để giúp đỡ người khiếm thị, và nói rằng sự kiện từ thiện sẽ quyên góp gậy và máy chữ cho họ. Do đó, Mịch đã đồng ý lời mời của Lý Manh, chuyển số tiền mua 200 cây gậy dò đường tổng là 56.000 nhân dân tệ vào tài khoản mà Lý Mạnh đề nghị. Nhưng sau đó, phòng làm việc của Mịch không giám sát theo dõi việc thực hiện quyên góp.
Ngày 31 tháng 3 năm 2018, Mịch đã lên tiếng xin lỗi trên trang cá nhân Weibo và thực hiện quyên góp bù những dụng cụ đã hứa. Đối với sự việc lần này, phía phòng làm việc của Mịch tuyên bố: "Cho đến bây giờ, chúng tôi không biết rằng quyên góp cho các em học sinh chưa được thực hiện. Lần này thực sự là do sơ suất và giám sát của chúng tôi, xin chân thành xin lỗi học sinh và giáo viên. Tiếp đến, Mịch sẽ tiếp tục thực hiện quyên góp cho các học sinh."
Phía phòng công tác Dương Mịch cũng công khai các chi tiết của sự kiện quyên góp và đặt ra câu hỏi về danh tính của người trung gian Lý Manh. Lý Manh đã kiện Mịch về vấn đề danh dự và yêu cầu xin lỗi, bồi thường. Tòa án quận Tây Thành, Bắc Kinh đã đưa ra bản án dân sự sơ thẩm. Phán quyết cho thấy các yếu tố không thể được xác định để cấu thành một hành vi xâm phạm quyền danh tiếng của nguyên đơn (Lý Manh). Trong bản án, tòa án tuyên bố bác bỏ tất cả các yêu cầu của nguyên đơn Lý Manh, Dương Mịch đã thắng kiện.

## Tạp chí, tuần san

### 09 Tạp Chí nữ chủ lưu
| Phân loại        | Tên tạp chí     | Mở khóa                |
| ---------------- | --------------- | ---------------------- |
| Ngũ Đại Nữ San   | VOGUE           |                        |
| Ngũ Đại Nữ San   | Harper's BAZAAR | {\displaystyle \surd } |
| Ngũ Đại Nữ San   | ELLE            | {\displaystyle \surd } |
| Ngũ Đại Nữ San   | Marie Claire    | {\displaystyle \surd } |
| Ngũ Đại Nữ San   | COSMOPOLITAN    | {\displaystyle \surd } |
| Nhị tiểu tạp chí | L'OFFICIEL      | {\displaystyle \surd } |
| Nhị tiểu tạp chí | Madame Figaro   | {\displaystyle \surd } |
| Tạp chí chủ lưu  | T Magazine      | {\displaystyle \surd } |
| Tạp chí chủ lưu  | Numéro          |                        |

### 05 tuần san chủ lưu
| Tên Tạp chí   | Mở Khóa                |
| ------------- | ---------------------- |
| GRAZIA        | {\displaystyle \surd } |
| OK!           | {\displaystyle \surd } |
| InStyle       | {\displaystyle \surd } |
| So Figaro     | {\displaystyle \surd } |
| MODERN WEEKLY | {\displaystyle \surd } |

### Ngũ đại tạp chí nam
| Ngũ Đại Nam San     | Mở khoá                |
| ------------------- | ---------------------- |
| GQ (tạp chí)        | {\displaystyle \surd } |
| Esquire             | {\displaystyle \surd } |
| ELLEMEN             | {\displaystyle \surd } |
| L'Officiel Hommes   | {\displaystyle \surd } |
| Harper's BAZAAR MEN | {\displaystyle \surd } |

### Đặc san và các phụ bản của ngũ đại
| Tên tạp chí        | Mở khoá                |
| ------------------ | ---------------------- |
| VOGUE Me           | {\displaystyle \surd } |
| VOGUE Film         | {\displaystyle \surd } |
| miniBAZAAR         | {\displaystyle \surd } |
| Super ELLE         | {\displaystyle \surd } |
| Marie Claire NOW   | {\displaystyle \surd } |
| COSMO Beauty Bible | {\displaystyle \surd } |
| Bazaar Jewelry     | {\displaystyle \surd } |

## Danh sách phim

### Phim truyền hình
| Năm       | Tựa tiếng Việt                                                               | Tựa tiếng Trung  | Vai diễn                       | Kênh                                 | Chú thích         |
| --------- | ---------------------------------------------------------------------------- | ---------------- | ------------------------------ | ------------------------------------ | ----------------- |
| 1993      | Đường Minh Hoàng                                                             | 唐明皇           | Công chúa Hàm Nghi lúc nhỏ     | CCTV                                 |                   |
| 1993      | Hầu Oa                                                                       | 猴娃             | Nam Nam                        |                                      |                   |
| 2004      | Hồng Phấn Thế Gia                                                            | 红粉世家         | Lý Tiểu Đào                    | CCTV                                 |                   |
| 2004      | Song Hưởng Pháo Cuồng Tưởng Khúc                                             | 双响炮           | Tiểu Túc Phụ                   |                                      |                   |
| 2005      | Thiên Họa Cục                                                                | 天和局           | Trúc Ngọc Thu                  | Truyền hình Thượng Hải               |                   |
| 2005      | Liêu Trai                                                                    | 聊斋             | Nhiếp Tiểu Thiến               | Truyền hình Quảng Đông               | Vai phụ           |
| 2006      | Thần điêu đại hiệp                                                           | 神雕侠侣         | Quách Tương                    | CCTV                                 | Vai phụ           |
| 2007      | Vương Chiêu Quân Truyền Kỳ                                                   | 王昭君           | Vương Chiêu Quân/Lý phu nhân   | CCTV                                 | Vai chính         |
| 2007      | Tần Đạo                                                                      |                  | Công Chúa Linh Nhi             |                                      |                   |
| 2007      | Sống với nụ cười                                                             | 笑着活下去       | Trình Tiểu Nặc                 | Truyền hình Thượng Hải               |                   |
| 2008      | Thượng thư phòng                                                             | 上书房           | Phú Sát Đôn Nhi                | CCTV                                 |                   |
| 2009      | Ám hương                                                                     | 暗香             | Tiểu Kim cô nương              | Truyền hình Quảng Đông               |                   |
| 2009      | Tiên kiếm kỳ hiệp 3                                                          | 仙剑奇侠传3      | Đường Tuyết Kiến/ Tịch Dao     | Truyền hình Thái Châu                | Vai chính         |
| 2010      | Thần thám Địch Nhân Kiệt tiền truyện                                         | 神探狄仁杰前传   | Linh Lung                      | CCTV                                 | Khách mời         |
| 2010      | Mỹ nhân tâm kế                                                               | 美人心計         | Mạc Tuyết Diên                 | Truyền hình Thượng Hải               | Vai phụ           |
| 2010      | Tân Hồng Lâu Mộng                                                            | 红楼梦           | Tình Văn                       | QTV                                  | Vai phụ           |
| 2010      | Tân Nương Ngổ Ngáo                                                           | 刁蛮新娘         | Nhan Tiểu Man                  | Truyền hình Giang Tô                 | Vai chính         |
| 2011      | Thập nhị sinh tiếu truyền kỳ                                                 |                  | Xà Thần Thanh Li               | Truyền hình Giang Tô                 |                   |
| 2011      | Chúng Ta Là Người Một Nhà                                                    | 我们是一家人     | Hạ Giai Giai                   | Đài phát thanh Thiên Tấn             | Vai chính         |
| 2011      | Cung tỏa tâm ngọc                                                            | 宫               | Lạc Tình Xuyên/ Hoa Ảnh        | Hồ Nam TV                            | Vai chính         |
| 2011      | Hồng Vũ Đại Án                                                               | 洪武大案         | Thái Giác                      | Truyền hình Hà Bắc                   |                   |
| 2011      | Họa Bì                                                                       | 画皮             | Thiên nga tinh Tiểu Hồng       | Truyền hình Thâm Quyến               | Vai phụ           |
| 2011      | Tân Kinh Thành Tứ Thiếu                                                      | 新京城四少       | Ân Bạch Tuyết (Hoắc Tiểu Thoa) | Truyền hình Cát Lâm                  | Vai chính         |
| 2011      | Tương phùng hà tất tằng tương thức (Gặp gỡ nhau hà tất phải quen biết trước) | 相逢何必曾相识   | Hà Mĩ Kỷ                       | Truyền hình Thẩm Dương               |                   |
| 2011      | Đại Tần Trực Đào                                                             | 大秦直道         | Linh Công chúa (Ngụy Linh)     | PPTV                                 | Lên sóng Đài Loan |
| 2011      | Bản giao hưởng định mệnh                                                     | 命运交响曲       | Giản An Kỳ                     | Truyền hình An Huy                   |                   |
| 2011      | Đường cung mỹ nhân thiên hạ                                                  | 唐宫美人天下     | Thanh Loan                     | Truyền hình Sơn Đông                 | Vai phụ           |
| 2012      | Chuyện Tình Bắc Kinh                                                         | 北京爱情故事     | Dương Tử Hy                    | Chiết Giang TV                       |                   |
| 2012      | Cung tỏa châu liêm                                                           | 宫锁珠帘         | Lạc Tình Xuyên/ Hoa Ảnh        | Hồ Nam TV                            | Khách mời         |
| 2012      | Như Ý                                                                        | 如意             | Như Ý                          | Hồ Nam TV                            | Vai chính         |
| 2012      | Hổ phù truyền kỳ                                                             | 虎符传奇         | Như Cơ                         | Giang Tô TV                          |                   |
| 2013      | Thịnh Hạ Vãn Tình Thiên                                                      | 盛夏晚晴天       | Hạ Vãn Tình                    | Hồ Nam TV                            | Vai chính         |
| 2014      | Giang Nam tứ đại tài tử                                                      | 江南四大才子     | Phu nhân Đường Bá Hổ           | Chiết Giang TV                       | Khách mời         |
| 2014      | Cổ kiếm kỳ đàm                                                               | 古剑奇谭         | Phong Tình Tuyết               | Hồ Nam TV                            | Vai chính         |
| 2016      | Người Phiên Dịch                                                             | 亲爱的翻译官     | Kiều Phi                       | Hồ Nam TV                            | Vai chính         |
| 2017      | Tam Sinh Tam Thế Thập Lý Đào Hoa                                             | 三生三世十里桃花 | Tư Âm/ Tố Tố/ Bạch Thiển       | Chiết Giang TV, Dragon TV            | Vai chính         |
| 2018      | Người Đàm Phán                                                               | 谈判官           | Đồng Vi                        | Hồ Nam TV                            | Vai chính         |
| 2018      | Phù Dao hoàng hậu                                                            | 扶摇             | Phù Dao (Phượng Vô Danh)       | Chiết Giang TV                       | Vai chính         |
| 2019      | Trúc mộng tình duyên                                                         | 筑梦情缘         | Phó Hàm Quân                   | Hồ Nam TV                            | Vai chính         |
| 2020      | Tam sinh tam thế chẩm thượng thư                                             | 三生三世枕上书   | Bạch Thiển                     | Tencent Video                        | Khách mời         |
| 2021      | Bạo phong nhãn                                                               | 暴风眼           | An Tĩnh                        | Chiết Giang TV, Dragon TV            | Vai chính         |
| 2021      | Hộc Châu phu nhân                                                            | 斛珠夫人         | Diệp Hải Thị, Phương Hải Thị   | Tencent Video, WeTV, Bắc Kinh TV     | Vai chính         |
| 2022      | Cảm Ơn Bác Sĩ                                                                | 谢谢你医生       | Tiêu Nghiên                    | CCTV-8, Tencent Video, IQIYI, CCTV-1 | Vai chính         |
| 2022      | Định Luật 80/20 của Tình Yêu                                                 | 爱的二八定律     | Tần Thi                        | Tencent Video, WeTV                  | Vai chính         |
| 2024      | Hồ yêu tiểu hồng nương: Nguyệt hồng thiên                                    | 狐妖小红娘月红篇 | Đồ Sơn Hồng Hồng               | IQIYI                                | Vai chính         |
| 2024      | Cáp Nhĩ Tân 1944                                                             | 哈尔滨1944       | Quan Tuyết                     | IQIYI                                | Vai chính         |
| Chờ chiếu | Sinh Vạn Vật                                                                 | 生万物           | Ninh Tú Tú                     | IQIYI                                | Vai chính         |

### Phim điện ảnh
| Năm       | Tựa tiếng Việt                                          | Tựa tiếng Trung          | Vai diễn                    | Chú thích            |
| --------- | ------------------------------------------------------- | ------------------------ | --------------------------- | -------------------- |
| 1992      | Võ Trạng nguyên Tô Khất Nhi                             | 武状元苏乞儿             | Con gái Tô Xán              |                      |
| 1993      | Anh Hùng Kiếp                                           | 英雄劫                   | Con gái của Tô tiên sinh    |                      |
| 1997      | Ca thủ                                                  | 歌手                     | Em họ Tiểu Hạ               |                      |
| 2005      | Đồng Thoại Bắc Kinh                                     | 北京童话                 | Châu Châu                   |                      |
| 2007      | Môn                                                     | 门                       | Văn Hinh                    |                      |
| 2010      | Nhân ngư đế quốc                                        |                          | Đảo chủ đảo Soa Trừu        | Không được phát hành |
| 2011      | Cô Đảo Kinh Hoàng                                       | 东成西就2011             | Thẩm Y Lâm/ Mẹ của Bành Phi |                      |
| 2011      | Đông Thành Tây Tựu 2011                                 | 东成西就2011             | Dương Mịch                  | Cameo                |
| 2012      | Bát Tinh Báo Hỷ                                         | 八星抱喜                 | Trần Tư Tư                  |                      |
| 2012      | Trời sinh một cặp                                       | 新天生一对               | Phương Gia Úy               |                      |
| 2012      | Xuân Kiều Và Chí Minh                                   | 春娇与志明               | Thượng Ưu Ưu                |                      |
| 2012      | Chạy Thoát Một Mảnh Trời                                | 跑出一片天               | Hạt Tử                      | Cameo                |
| 2012      | Họa bì 2                                                | 画皮II                   | Tước Nhi                    |                      |
| 2012      | Võ Đang Thất Bảo                                        | 大武当之天地密码         | Thiên Tâm                   | Vai chính            |
| 2012      | Tiêu thất đích tử đạn                                   | 消失的子弹               | Tiểu Vân Tước               |                      |
| 2012      | Nắm giữ tình yêu                                        | Hold住愛                 | Châu Tịnh                   | Vai chính            |
| 2012      | Ba bà mẹ đơn thân                                       | 三个未婚妈妈             | Cảnh sát Tiểu Mã            | Cameo                |
| 2013      | Tiểu Thời Đại                                           | 小时代                   | Lâm Tiêu                    | Vai chính            |
| 2013      | Tiểu Thời Đại 2                                         | 小时代2：青木时代        | Lâm Tiêu                    | Vai chính            |
| 2013      | Mother Android Ⅱ                                        | 玛德2号                  | Cô giáo Dương               | Cameo                |
| 2014      | Đại Hàn Đào Hoa Khai                                    | 大寒桃花开               | Đào Hoa Khai                | Phim kỹ thuật số     |
| 2014      | Bậc Thầy Chia Tay                                       | 分手大师                 | Diệp Tiểu Xuân              | Vai chính            |
| 2014      | Tiểu Thời Đại 3                                         | 小时代3：刺金时代        | Lâm Tiêu                    | Vai chính            |
| 2015      | Bên Nhau Trọn Đời                                       | 何以笙箫默               | Triệu Mặc Sênh              | Vai chính            |
| 2015      | Tiểu Thời Đại 4                                         | 小时代4：灵魂尽头        | Lâm Tiêu                    | Vai chính            |
| 2015      | Thành Phố Đang Yêu                                      | 恋爱中的城市             | Tử Đồng                     | Vai chính            |
| 2015      | Tôi Là Nhân Chứng                                       | 我是证人                 | Lộ Tiểu Tinh                | Vai chính            |
| 2015      | Phanh Nhiên Tinh Động                                   | 怦然星动                 | Điền Tâm                    | Vai chính            |
| 2016      | Kung Fu Panda 3                                         | 功夫熊猫3                | Mei Mei                     |                      |
| 2016      | Tước Tích                                               | 爵迹                     | Thần Âm                     |                      |
| 2017      | Nghịch Thời Cứu Viện                                    | 逆时营救                 | Hạ Thiên                    | Vai chính (phiên 2)  |
| 2017      | Tú Xuân Đao 2 - Tu La Chiến Trường                      | 绣春刀·修罗战场          | Lưu Diệu Huyền/Bắc Trai     |                      |
| 2018      | Bảo Bối Nhi                                             | 宝贝儿                   | Giang Manh                  | Vai chính            |
| 2019      | Giải Phóng - Cuộc Cứu Viện Cuối Cùng                    | 解放了                   | Hà Tú Bình                  | Khách mời            |
| 2021      | Ám Sát Tiểu Thuyết Gia                                  | 刺杀小说家               | Đồ Linh                     | Vai chính            |
| 2024      | Không Có Chuyện Gì Mà Một Bữa Lẩu Không Giải Quyết Được | 没有一顿火锅解决不了的事 | Yêu Kê                      | Vai chính            |
| Chờ chiếu | Tương Viên Lộng - Huyền Án                              | 酱园弄·悬案              | Vương Hứa Mai               | Vai chính (Baidu)    |
| Chờ chiếu | Vải Tiến Trường An                                      | 长安的荔枝               | Trịnh Ngọc Đình             | Khách mời đặc biệt   |

### Phim ngắn
| Năm  | Tiêu đề tiếng Việt               | Tiêu đề tiếng Trung          | Vai diễn | Chú thích/Tham khảo   |
| ---- | -------------------------------- | ---------------------------- | -------- | --------------------- |
| 2011 | Mojo                             | 魔咒                         |          | [ 35 ]                |
| 2011 | Lux                              | 爱 至 毫厘 恋上 发 捎        | Lisa     | Phim ngắn của Lux     |
| 2012 | Tạo hy vọng                      | 为 渴望 而 创                |          | [ 37 ]                |
| 2012 | Hành trình giao lưu              | 交换 旅行                    |          | Đồng thời là đạo diễn |
| 2013 | Take The Happy Home 2013         | 把 乐 带 回家 2013           |          | [ 39 ]                |
| 2014 | Take The Happy Home 2014         | 把 乐 带 回家 2014           |          | [ 40 ]                |
| 2015 | Màn trình diễn đẹp nhất 2015     | 最美 表演                    |          | [ 41 ]                |
| 2016 | Tôi là điện thoại Xiaomi của bạn | 我 是 你 的 小 幂 điện thoại | Xiao Mi  | Phim ngắn về Oppo     |
| 2018 | Hai hành tinh nhỏ                | 两个 小 星                   |          | Phim ngắn về Oppo     |
| 2018 | Trở thành                        | 心声 捕手                    |          | Phim ngắn của Elle    |

## Đĩa nhạc

### Album
| Năm  | Tiêu đề tiếng Anh | Tiêu đề tiếng Trung | Ghi chú/ Tham khảo |
| ---- | ----------------- | ------------------- | ------------------ |
| 2012 | Close to Me       | 亲 幂 关系          | [ 44 ]             |

### Single
| Năm  | Tiêu đề tiếng Việt                      | Tiêu đề tiếng Trung | Album                        | Ghi chú/ Tham khảo |
| ---- | --------------------------------------- | ------------------- | ---------------------------- | ------------------ |
| 2009 | "Shu Li Moon"                           | 琉璃 月             | Tian Xia Ni OST              | [ 45 ]             |
| 2011 | "Ủng hộ tình yêu"                       | 爱 的 供养          | Cung toả tâm ngọc OST        | [ 46 ]             |
| 2011 | "Trăng sáng"                            | 明月                | Cung toả tâm ngọc OST        |                    |
| 2012 | "Tình yêu"                              | 爱情 爱情           | Chuyện tình Bắc Kinh OST     | [ 47 ]             |
| 2012 | "Không chịu đựng"                       | 有点 舍不得         | Như Ý OST                    |                    |
| 2012 | "Trên đường của tôi"                    | 跑出 一片 天        | Chạy Thoát Một Mảnh Trời OST |                    |
| 2012 | "Bản đồ tình yêu"                       | 爱情 地图           | Võ Đang Thất Bảo OST         | [ 48 ]             |
| 2013 | "Điều gì sẽ xảy ra nếu tình yêu già đi" | 如果 爱 老 了       | Thịnh Hạ Vãn Tình Thiên OST  | [ 49 ]             |
| 2013 | "Phải Hạnh Phúc"                        | 一定 要 幸福        | Thịnh Hạ Vãn Tình Thiên OST  | [ 50 ]             |
| 2014 | "Cô ấy và anh ấy"                       | 她 他               | V Love OST                   |                    |

### MV
| Năm  | Tiêu đề tiếng Anh                | Tiêu đề tiếng Trung | Ca sĩ        | Ghi chú/ Tham khảo |
| ---- | -------------------------------- | ------------------- | ------------ | ------------------ |
| 1993 | Chuan Jun Zhuang De Chuan Mei Zi | 穿 军装 的 川妹子   | Lý Đan Dương | [ 51 ]             |

## Chương trình truyền hình
| Năm                            | Tựa                                          | Vai trò           | Chú thích    |
| ------------------------------ | -------------------------------------------- | ----------------- | ------------ |
| 2012                           | Khoái Lạc Đại Bản Doanh                      | Khách mời         |              |
| 2013                           | Khoái Lạc Đại Bản Doanh                      | Khách mời         |              |
| 2015                           | Khoái Lạc Đại Bản Doanh                      | Khách mời         |              |
| Running Brothers Mùa 3         | Tập 9                                        | Khách mời         |              |
| 12 Đạo Phong Vị                |                                              |                   |              |
| 2016                           | Khoái Lạc Đại Bản Doanh                      | Khách mời         |              |
| 2016                           | Nam tử hán chân chính (Mùa 2)                | Khách mời cố định |              |
| 2017                           | Vương Bài Đối Vương Bài                      | Khách mời         |              |
| 2017                           | Minh Nhật chi Tử                             |                   |              |
| 2017                           | Tỷ Tỷ Đói Quá                                | Khách mời         |              |
| 2018                           | Tôi Là Đại Trinh Thám                        | Khách mời         | Tập 10       |
| 2018                           | Running Brothers Mùa 6                       | Khách mời         | Tập 8        |
| 2018                           | Minh Nhật Chi Tử                             |                   |              |
| 2019                           | Trốn Thoát Khỏi Mật Thất mùa 1               | Khách mời cố định |              |
| 2019                           | Khoái Lạc Đại Bản Doanh                      | Khách mời         |              |
| 2019                           | Đêm Đỉnh Cao                                 |                   |              |
| 2019                           | Gặp gỡ thiên đàn                             |                   |              |
| 2020                           | Trốn Thoát Khỏi Mật Thất mùa 2               | Khách mời cố định |              |
| 2020                           | Hi Relax                                     |                   |              |
| 2021                           | Khoái Lạc Đại Bản Doanh                      | Khách mời         |              |
| 2021                           | Vương Bài Đối Vương Bài mùa 6                | Khách mời         | tập 1        |
| 2021                           | Xin Chào!Cố Cung – Nghe Thấy Người 600 Năm   | Khách mời         |              |
| 2021                           | Di Sản Văn Hoá Phi Vật Thể Trên Đầu Ngón Tay | Khách mời         |              |
| 2021                           | Nhiệm Vụ Ngọt Ngào                           | Khách mời         | Tập 4        |
| 2021                           | Trốn Thoát Khỏi Mật Thất mùa 3               | Khách mời cố định |              |
| 2021                           | Tiếp Chiêu Đi Tiền Bối                       | Khách mời         |              |
| 2021                           | Hoa Tỷ Đệ mùa 4                              | Khách mời cố định |              |
| 2022                           | Hoa Tỷ Đệ mùa 4                              | Khách mời cố định |              |
| Hài Độc Thoại_Làm Sao Đây      | Khách mời                                    |                   |              |
| Chiến Đấu Đến Đỉnh Cao         | Khách mời                                    |                   |              |
| Trốn Thoát Khỏi Mật Thất mùa 4 | Khách mời cố định                            |                   |              |
| 2023                           | Trốn Thoát Khỏi Mật Thất mùa 5               | Khách mời cố định |              |
| 2024                           | Bách Hoa Nghênh Xuân                         | Khách mời         |              |
| 2024                           | Trốn Thoát Khỏi Mật Thất mùa 6               | Khách mời         | Tập 11/12/13 |

## Tác phẩm lồng tiếng
| Năm  | Tựa tiếng Việt  | Tựa tiếng Trung | Vai lồng        | Thể loại  |
| ---- | --------------- | --------------- | --------------- | --------- |
| 2014 | Vua Hải Tặc     | 航海王          | Boa Hancock     | Hoạt hình |
| 2016 | Kong Fu Panda 3 | 功夫熊猫3       | Mỹ Mỹ           | Hoạt hình |
| 2024 | Kong Fu Panda 4 | 功夫熊猫4       | Hồ ly tiểu Chân | Hoạt hình |

## Giải thưởng và đề cử
| Năm               | Giải thưởng                                                       | Hạng mục                                                              | Được đề cử                                                                    | Kết quả   | Ref.    |
| ----------------- | ----------------------------------------------------------------- | --------------------------------------------------------------------- | ----------------------------------------------------------------------------- | --------- | ------- |
| Giải thưởng chính |                                                                   |                                                                       |                                                                               |           |         |
| 2008              | Giải Kim Ưng lần thứ 24                                           | Nữ diễn viên chính xuất sắc nhất                                      | Vương Chiêu Quân                                                              | Đề cử     | [ 52 ]  |
| 2011              | Giải Hoa Đỉnh lần thứ 6                                           | Nhạc phim hay nhất                                                    | In Support of the Love                                                        | Đoạt giải | [ 53 ]  |
| 2011              | Giải Hoa Đỉnh lần thứ 6                                           | Nữ diễn viên chính xuất sắc nhất (Phim kỳ ảo)                         | Cung toả tâm ngọc                                                             | Đề cử     |         |
| 2011              | Giải Bạch Ngọc Lan lần thứ 17                                     | Nữ diễn viên chính xuất sắc nhất                                      | Cung toả tâm ngọc                                                             | Đề cử     | [ 54 ]  |
| 2011              | Giải Bạch Ngọc Lan lần thứ 17                                     | Nữ diễn viên được yêu thích nhất                                      | Cung toả tâm ngọc                                                             | Đoạt giải | [ 55 ]  |
| 2011              | Giải thưởng Âm nhạc Trung Quốc lần thứ 15                         | Nữ diễn viên truyền hình xuất sắc nhất (Trung Quốc Đại lục)           | —                                                                             | Đoạt giải | [ 56 ]  |
| 2012              | Giải thưởng nhạc Pop Bắc Kinh                                     | Nữ ca sĩ mới được yêu thích nhất                                      | —                                                                             | Đoạt giải | [ 57 ]  |
| 2012              | Giải thưởng Âm nhạc Trung Quốc lần thứ 16                         | Ca sĩ Crossover xuất sắc nhất (Trung Quốc Đại lục)                    | —                                                                             | Đoạt giải | [ 58 ]  |
| 2012              | Giải thưởng Âm nhạc CCTV-MTV lần thứ 11                           | Nữ ca sĩ được yêu thích nhất (Trung Quốc Đại lục)                     | —                                                                             | Đoạt giải | [ 59 ]  |
| 2012              | Giải thưởng Âm nhạc Migu lần thứ 6                                | Nhạc phim bán chạy nhất                                               | In Support of the Love                                                        | Đoạt giải | [ 60 ]  |
| 2012              | Giải thưởng Truyền thông Điện ảnh Trung Quốc lần thứ 12           | Nữ diễn viên được mong đợi nhất                                       | Cô Đảo Kinh Hoàng                                                             | Đề cử     | [ 61 ]  |
| 2012              | Giải Kim Ưng lần thứ 26                                           | Nữ diễn viên chính xuất sắc nhất                                      | Chuyện tình Bắc Kinh                                                          | Đoạt giải |         |
| 2012              | Giải Kim Ưng lần thứ 26                                           | Nữ diễn viên được yêu thích nhất                                      | Chuyện tình Bắc Kinh                                                          | Đề cử     | [ 62 ]  |
| 2012              | Giải Hoa Đỉnh lần thứ 8                                           | Nữ diễn viên chính xuất sắc nhất                                      | Như Ý                                                                         | Đề cử     | [ 63 ]  |
| 2012              | Giải Hoa Đỉnh lần thứ 8                                           | Nữ diễn viên chính xuất sắc nhất (Phim kỳ ảo)                         | Đường cung mỹ nhân thiên hạ                                                   | Đề cử     | [ 63 ]  |
| 2013              | Giải thưởng Truyền thông Điện ảnh Trung Quốc lần thứ 13           | Nữ diễn viên được mong đợi nhất                                       | Xuân Kiều Và Chí Minh                                                         | Đề cử     | [ 64 ]  |
| 2014              | Liên hoan phim quốc tế Trung Quốc lần thứ 3 tại London            | Giải thưởng có ảnh hưởng ở nước ngoài                                 | —                                                                             | Đoạt giải | [ 65 ]  |
| 2015              | Liên hoan phim quốc tế Bắc Kinh lần thứ 5                         | Goddess Award                                                         | —                                                                             | Đoạt giải | [ 66 ]  |
| 2015              | Giải Hoa Đỉnh lần thứ 17                                          | Nữ diễn viên chính xuất sắc nhất                                      | Cổ kiếm kỳ đàm                                                                | Đề cử     | [ 67 ]  |
| 2015              | Giải thưởng Truyền thông Điện ảnh Trung Quốc lần thứ 15           | Nữ diễn viên được mong đợi nhất                                       | Tiểu Thời Đại 3                                                               | Đề cử     | [ 68 ]  |
| 2017              | Liên hoan phim quốc tế World-Fest Houston lần thứ 50              | Nữ diễn viên chính xuất sắc nhất                                      | Nghịch thời doanh cứu                                                         | Đoạt giải | [ 69 ]  |
| 2017              | Giải thưởng Phim hành động Thành Long lần thứ 3                   | Nữ diễn viên phim hành động xuất sắc nhất                             | Nghịch thời doanh cứu                                                         | Đoạt giải | [ 70 ]  |
| 2017              | Giải thưởng Truyền thông Kênh Phim Trung Quốc lần thứ 14          | Nữ diễn viên chính xuất sắc nhất                                      | Nghịch thời doanh cứu                                                         | Đề cử     | [ 71 ]  |
| 2017              | Liên hoan Truyền hình Quốc tế Ma Cao lần thứ 8                    | Nữ diễn viên chính xuất sắc nhất                                      | Tam sinh tam thế thập lý đào hoa (phim truyền hình)                           | Đề cử     | [ 72 ]  |
| 2017              | Liên hoan phim quốc tế Marianas lần thứ nhất                      | Nữ diễn viên chính xuất sắc nhất                                      | Tú Xuân Đao 2: Chiến Trường Tu La                                             | Đề cử     | [ 73 ]  |
| 2018              | Liên hoan phim Sinh viên đại học Bắc Kinh lần thứ 25              | Nữ diễn viên được yêu thích                                           | Tú Xuân Đao 2: Chiến Trường Tu La                                             | Đoạt giải | [ 74 ]  |
| 2018              | Giải Hoa Đỉnh lần thứ 24                                          | Nữ diễn viên chính xuất sắc nhất (Phim cổ trang)                      | Phù Dao hoàng hậu                                                             | Đề cử     | [ 75 ]  |
| 2018              | Lễ thứ 5                                                          | Nữ diễn viên xuất sắc nhất (Bảng Xanh)                                | Phù Dao hoàng hậu                                                             | Đoạt giải | [ 76 ]  |
| 2019              | Liên hoan phim Sinh viên Quảng Châu lần thứ 16                    | Nữ diễn viên được yêu thích nhất                                      | Bảo Bối Nhi                                                                   | Đoạt giải | [ 77 ]  |
| 2019              | Kim Cốt Đoá - Liên hoan phim và truyền hình mạng lần thứ 4        | Nữ diễn viên chính xuất sắc nhất                                      | Trúc mộng tình duyên                                                          | Đề cử     | [ 78 ]  |
| 2020              | Giải Kim Ưng lần thứ 30                                           | Bình chọn của khán giả cho nữ diễn viên                               | —                                                                             | Đề cử     | [ 79 ]  |
| Giải thưởng khác  |                                                                   |                                                                       |                                                                               |           |         |
| 2007              | Bảng xếp hạng diễn viên Trung Quốc lần thứ 3                      | Bảng xếp hạng diễn viên Trung Quốc lần thứ 3                          | Liêu Trai (phim truyền hình 2005), Thần điêu đại hiệp (phim truyền hình 2006) | 1st       | [ 80 ]  |
| 2011              | Elle Style Awards                                                 | Nghệ sĩ mới của năm                                                   | —                                                                             | Đoạt giải | [ 81 ]  |
| 2011              | Giải thưởng LeTV Entertainment lần thứ nhất                       | Nữ diễn viên truyền hình được yêu thích nhất (Châu Á Thái Bình Dương) | —                                                                             | Đoạt giải | [ 82 ]  |
| 2011              | Youku Index Awards                                                | Nữ diễn viên được yêu thích                                           | Cung toả tâm ngọc                                                             | Đoạt giải | [ 83 ]  |
| 2011              | Enlight Media CETV Entertainment Awards                           | Nghệ sĩ có bước nhảy vọt (Thể loại truyền hình)                       | Cung toả tâm ngọc                                                             | Đoạt giải | [ 84 ]  |
| 2011              | Giải thưởng Truyền hình Đông Phương                               | Nữ diễn viên có giá trị thương mại cao nhất                           | —                                                                             | Đoạt giải | [ 85 ]  |
| 2011              | MSN Fashion Party Award                                           | Popular Celebrity Award                                               | —                                                                             | Đoạt giải | [ 86 ]  |
| 2011              | Fashion Power Awards                                              | Nữ diễn viên được yêu thích nhất                                      | —                                                                             | Đoạt giải | [ 87 ]  |
| 2011              | Grand Ceremony of New Forces                                      | Nữ diễn viên điện ảnh được yêu thích nhất                             | Cô Đảo Kinh Hoàng                                                             | Đoạt giải | [ 88 ]  |
| 2011              | Lễ trao giải thưởng 10 năm giải trí truyền hình Bắc Kinh          | Ngôi sao mới được yêu thích                                           | —                                                                             | Đoạt giải | [ 89 ]  |
| 2011              | Quốc kịch thịnh điển lần thứ 3                                    | Nữ diễn viên được yêu thích                                           | —                                                                             | Đoạt giải | [ 90 ]  |
| 2012              | Lễ trao giải Weibo                                                | Nữ diễn viên truyền hình có ảnh hưởng nhất                            | —                                                                             | Đoạt giải | [ 91 ]  |
| 2012              | Lễ trao giải Weibo                                                | Weibo Queen                                                           | —                                                                             | Đoạt giải | [ 91 ]  |
| 2012              | Lễ trao giải Thời trang quyền lực Trung Quốc                      | Nữ diễn viên truyền hình của năm                                      | —                                                                             | Đoạt giải | [ 92 ]  |
| 2012              | Lễ trao giải Thời trang quyền lực Trung Quốc                      | Nhân vật có sức ảnh hưởng của năm                                     | —                                                                             | Đoạt giải | [ 92 ]  |
| 2012              | Giải thưởng Phim truyền hình Sohu                                 | Nữ diễn viên được yêu thích nhất                                      | —                                                                             | Đoạt giải | [ 93 ]  |
| 2012              | Giải thưởng LeTV Entertainment lần thứ 2                          | Nữ diễn viên điện ảnh có giá trị thương mại cao nhất                  | —                                                                             | Đoạt giải | [ 94 ]  |
| 2012              | Lễ trao giải Grazia                                               | Giải thưởng uy tín thời thượng                                        | —                                                                             | Đoạt giải | [ 95 ]  |
| 2012              | Quốc kịch thịnh điển lần thứ 3                                    | Nghệ sĩ toàn diện được yêu thích nhất                                 | —                                                                             | Đoạt giải | [ 96 ]  |
| 2013              | 3rd Citizens Award                                                | Công dân của năm                                                      | —                                                                             | Đoạt giải | [ 97 ]  |
| 2013              | Giải thưởng Ảnh hưởng Châu Á                                      | Nhà sản xuất phim xuất sắc nhất                                       | V Love                                                                        | Đoạt giải | [ 98 ]  |
| 2014              | Lễ trao giải Thời trang quyền lực Trung Quốc                      | Nữ diễn viên đại lục được yêu thích nhất                              | —                                                                             | Đoạt giải | [ 99 ]  |
| 2015              | Lễ trao giải Weibo                                                | Giải thưởng đột phá                                                   | —                                                                             | Đoạt giải | [ 100 ] |
| 2015              | The Women's Media Award                                           | Giải thưởng Người phụ nữ có tầm ảnh hưởng                             | —                                                                             | Đoạt giải | [ 101 ] |
| 2015              | Lễ trao giải Ảnh hưởng châu Á về phương Đông                      | Giải thưởng Lực lượng Điện ảnh có sức ảnh hưởng                       | —                                                                             | Đoạt giải | [ 102 ] |
| 2015              | Giải thưởng Mango TV lần thứ 8                                    | Nữ diễn viên được yêu thích nhất                                      | —                                                                             | Đoạt giải | [ 103 ] |
| 2015              | 4th iQiyi All-Star Carnival                                       | Diễn viên điện ảnh có sức ảnh hưởng nhất                              | —                                                                             | Đoạt giải | [ 104 ] |
| 2016              | L'Officiel Fashion Night Influence Award                          | Nữ diễn viên được yêu thích nhất                                      | —                                                                             | Đoạt giải | [ 105 ] |
| 2016              | 23rd Cosmo Beauty Ceremony                                        | Thần tượng có sức ảnh hưởng nhất                                      | —                                                                             | Đoạt giải | [ 106 ] |
| 2016              | 5th iQiyi All-Star Carnival                                       | Diễn viên điện ảnh có sức ảnh hưởng nhất                              | —                                                                             | Đoạt giải | [ 107 ] |
| 2017              | iFensi Award Ceremony                                             | Nữ nghệ sĩ có năng lực nhất                                           | —                                                                             | Đoạt giải | [ 108 ] |
| 2017              | Đêm hội Weibo lần thứ 2                                           | Nữ diễn viên được mong đợi nhất                                       | —                                                                             | Đoạt giải | [ 109 ] |
| 2017              | 6th iQiyi All-Star Carnival                                       | Diễn viên của năm                                                     | —                                                                             | Đoạt giải | [ 110 ] |
| 2017              | Giải thưởng Ngôi sao Tencent Video lần thứ 11                     | Ngôi sao VIP của năm                                                  | —                                                                             | Đoạt giải | [ 111 ] |
| 2017              | Giải thưởng Ngôi sao Tencent Video lần thứ 11                     | Nữ nghệ sĩ được yêu thích nhất                                        | —                                                                             | Đoạt giải | [ 111 ] |
| 2017              | 24th Cosmo Beauty Ceremony                                        | Beautiful Figure of the Year                                          | —                                                                             | Đoạt giải | [ 112 ] |
| 2017              | Sohu Fashion Awards                                               | Nữ diễn viên truyền hình của năm                                      | —                                                                             | Đoạt giải | [ 113 ] |
| 2017              | Sohu Fashion Awards                                               | Nữ nghệ sĩ được yêu thích nhất                                        | —                                                                             | Đoạt giải | [ 113 ] |
| 2017              | Tencent Entertainment White Paper                                 | Ngôi sao của năm                                                      | —                                                                             | Đoạt giải | [ 114 ] |
| 2018              | Lễ trao giải Weibo                                                | Weibo Queen                                                           | —                                                                             | Đoạt giải | [ 115 ] |
| 2018              | China Screen Ranking                                              | Xu hướng của năm                                                      | —                                                                             | Đoạt giải | [ 116 ] |
| 2018              | Lễ trao giải chất lượng phim truyền hình Trung Quốc lần thứ 3     | Ngôi sao chất lượng yêu thích của khán giả                            | —                                                                             | Đoạt giải | [ 117 ] |
| 2018              | Lễ trao giải chất lượng phim truyền hình Trung Quốc lần thứ 3     | Nữ diễn viên được mong đợi nhất                                       | —                                                                             | Đoạt giải | [ 117 ] |
| 2018              | 25th Cosmo Beauty Ceremony                                        | Shining Beautiful Idol                                                | —                                                                             | Đoạt giải | [ 118 ] |
| 2018              | 15th Esquire Man at His Best Awards                               | Nữ nghệ sĩ được yêu thích nhất                                        | —                                                                             | Đoạt giải | [ 119 ] |
| 2018              | Youku Choice Awards                                               | Most Valuable Star                                                    | —                                                                             | Đoạt giải | [ 120 ] |
| 2018              | Giải thưởng Ngôi sao Tencent Video lần thứ 12                     | Nữ diễn viên truyền hình của năm                                      | —                                                                             | Đoạt giải | [ 121 ] |
| 2019              | Lễ trao giải Văn học Trung Quốc                                   | Super IP Actress                                                      | Phù Dao hoàng hậu                                                             | Đoạt giải | [ 122 ] |
| 2019              | Lễ trao giải Weibo                                                | Nhân vật có sức ảnh hưởng về từ thiện                                 | —                                                                             | Đoạt giải | [ 123 ] |
| 2019              | Hội nghị thượng đỉnh ngành giải trí Trung Quốc (Giải Cá nóc vàng) | Nghệ sĩ có giá trị thương mại nhất                                    | —                                                                             | Đoạt giải | [ 124 ] |
| 2019              | Tencent Video All Star Awards                                     | VIP Star                                                              | —                                                                             | Đoạt giải | [ 125 ] |
| 2019              | StarHub Night of Stars 2019                                       | Nữ diễn viên chính xuất sắc nhất (Trung Quốc)                         | Trúc mộng tình duyên                                                          | Đoạt giải | [ 126 ] |
| 2020              | Lựa chọn tốt nhất về giao tiếp đa màn hình                        | Nữ diễn viên có tầm ảnh hưởng                                         | Trúc mộng tình duyên                                                          | Đoạt giải | [ 127 ] |
| 2020              | Lễ trao giải Weibo                                                | Nữ thần Weibo                                                         | —                                                                             | Đoạt giải | [ 128 ] |
| 2020              | Lễ trao giải Weibo                                                | Nhân vật có sức ảnh hưởng về từ thiện                                 | —                                                                             | Đoạt giải | [ 129 ] |

### Forbes China Celebrity 100
| Năm  | Hạng | Ref.    |
| ---- | ---- | ------- |
| 2011 | 92nd | [ 130 ] |
| 2012 | 13th | [ 131 ] |
| 2013 | 7th  | [ 132 ] |
| 2014 | 6th  | [ 133 ] |
| 2015 | 31st | [ 134 ] |
| 2017 | 3rd  | [ 135 ] |
| 2019 | 9th  | [ 136 ] |
| 2020 | 6th  | [ 137 ] |
| 2021 | 4th  | [ 138 ] |